# Anamneza (filozofija)
Anamneza (ἀνάμνησις = sećanje) je višeznačan termin koji se upotrebljava u medicini, filozofiji, psihoanalizi i religiji. Filozofski, Platon upotrebljava ovaj termin u svojoj gnoseološkoj teoriji koju razvija u dijalozima Menon i Fedon.

## Menon
U Menonu istoimeni lik postavlja pred Sokrata problem koji je kasnije postao poznat kao sofistički paradoks ili paradoks znanja:
Menon: A kako ćeš, Sokrate, tražiti [prirodu vrline] kada uopšte ne znaš šta je ona? Koju ćeš stvar, od svih stvari koje ne znaš, postaviti kao cilj svoje potrage? A čak i ako dođeš do nje, kako ćeš znati da to i jeste ono što ne znaš? (Meno, 80d).
Drugim rečima, ako ne znaš kako znanje izgleda, nećeš ga propoznati kada ga vidiš, a ako i znaš kako izgleda, onda ne treba za njim ni da tragaš. U svakom slučaju, dakle, potraga za znanjem je besmislena.
Platonov Sokrat na to odgovara teorijom anamneze. Prema njoj, duša je besmrtna i nekada je boravila u carstvu ideja, gde je stekla istinsko znanje. Duša se iznova reinkarnira; znanje se zapravo oduvek nalazi u duši (86b), ali svaki put kada se duša ponovo reinkarnira u nekom telu, ona zbog šoka rađanja izgubi sve svoje prethodno znanje. Ono što mi nazivamo učenjem zapravo je samo prisećanje (anamneza) onoga što je naša duša već znala. Tako Sokrat sebe ne vidi kao učitelja, već pre kao "babicu", jer pomaže porađanju znanja koje se već nalazi u učenikovoj duši.
Ovu teoriju ilustruje pitanje o geometriji koje Sokrat postavlja mladom robu. Dečak prvo daje pogrešan odgovor; kada mu Sokrat na to ukaže, on je zbunjen, ali postavljajući pitanja Sokrat uspeva da iz njega "izvuče" tačan odgovor. Pošto dečaku nije dat tačan odgovor, to treba da pokaže da je on do istine mogao dospeti samo prisećanjem na ono što je njegova duša ranije već znala, ali je u međuvremenu zaboravila.

## Fedon
U Fedonu Platon razvija svoju teoriju o anamnezi, delom i tako što je kombinuje sa svojom teorijom ideja. Pre svega, on govori o tome kako se anamneza (prisećanje) može postići. Dok se u Menonu kao jedini metod spominje Sokratov mejeutičko-dijalektički način ispitivanja, u Fedonu Platon govori o načinu življenja pomoću koga možemo prevazići obmanjujuću prirodu tela putem katarze (κάθαρσις), tj. "očišćenja". Telo i njegova čula su izvori greške: istinsko se znanje može postići samo upotrebom uma, koji je jedini sposoban da spozna ideje (66 b–d). Platon jasno razlikuje promenljive predmete čulnog opažanja od večitih ideja, koje su jedine predmeti istinske spoznaje.